# Formule 1 in 2022

Formule 1 logo

Het Formule 1-seizoen 2022 was het 73ste Formule 1-seizoen. De "Formule 1", officieel het "FIA Formula One World Championship", is de hoogste klasse in de autosport zoals is bepaald door de Fédération Internationale de l'Automobile (FIA). Het seizoen startte op 20 maart in Bahrein en eindigde op 20 november na tweeëntwintig races in Abu Dhabi.
Bij de GP van Japan behaalde Max Verstappen voor de tweede keer op een rij de titel wereldkampioen bij de coureurs. Hij werd hiermee de vierde coureur die met nog minimaal vier races te gaan al zeker was van een wereldtitel.

## Algemeen

### Technisch reglement
Voor dit seizoen werden de regels omtrent het koetswerk en chassis grondig herzien en veranderd. Origineel was de wijziging reeds gepland voor 2021 maar dit werd uitgesteld omwille van de coronapandemie. De grootste wijzigingen samengevat:
- De herintroductie van grondeffect waarbij met behulp van grote venturi tunnels aan de onderkant van de wagen downforce gegenereerd wordt. Deze tunnels waren sinds 1982 verboden.
- De introductie van 18" wielen en banden.
- Het verwijderen van de complexe barge boards.
- De herintroductie van wieldoppen.
- De achtervleugel dient vloeiend uit één doorlopend oppervlak te bestaan, endplates lopen dus vloeiend door in de vleugel.
- Voorvleugels kunnen nog maximaal uit vier oppervlakken bestaan, hebben een doorlopende endplate en de vlakken moeten centraal aanhechten aan de neus.

### Sprint
In 2022 werd er bij drie weekeinden, te weten de Grand Prix van Emilia-Romagna, Oostenrijk en São Paulo, een "sprint" verreden. In 2021 werd het nog "sprintkwalificatie" genoemd, maar in 2022 werd de naam officieel gewijzigd naar "Sprint". Deze weekeinden bevatten op vrijdag een vrije training van 60 minuten en een volledige kwalificatie. De uitslag van de kwalificatie bepaalde welke coureur de term "poleposition" toegekend krijgt en bepaalde de startopstelling van de sprint. Op zaterdag was er nog een vrije training van 60 minuten voordat de sprint van 100 kilometer verreden werd. De eerste acht coureurs verdienen punten: Er zijn 8 punten voor de winnaar, 7 punten voor de nummer twee en zo door tot 1 punt voor nummer acht.
Op zondag werd de hoofdrace gereden, de startopstelling hiervan werd bepaald door de uitslag van de sprint.

### Puntentoekenning
Naar aanleiding van het tumult ontstaan na de toekenning van de helft van de punten bij de GP van België 2021 werd de puntentoekenning volgens artikel 6.5 aangepast. In dit artikel staat Indien een wedstrijd overeenkomstig artikel 57 wordt geschorst en niet kan worden hervat (de rode vlag situatie), worden voor elke race punten toegekend volgens de volgende criteria:
- Geen punten als er minder dan twee rondes zijn verreden.
- In onderstaande vier gevallen geen punten tenzij de leider van de wedstrijd minimaal twee rondes zonder safety car of VSC situatie gereden heeft.
- Als er meer dan twee rondes zijn verreden maar minder dan 25% van de wedstrijd is voltooid dan krijgt de top vijf de volgende punten: 6, 4, 3, 2 en 1.
- Als er tussen 25% en 50% van de wedstrijd is voltooid dan krijgt de top negen de volgende punten: 13, 10, 8, 6, 5, 4, 3, 2 en 1.
- Als er tussen 50% en 75% van de wedstrijd is voltooid dan krijgt de top tien de volgende punten: 19, 14, 12, 10, 8, 6, 4, 3, 2 en 1.
- Als er meer dan 75% van de wedstrijd is voltooid dan worden de normale punten toegekend voor de top tien volgens artikel 6.4: 25, 18, 15, 12, 10, 8, 6, 4, 2 en 1.

Voor de sprint is er artikel 6.6. In dit artikel staat Indien een sprint overeenkomstig artikel 57 wordt geschorst en niet kan worden hervat (de rode vlag situatie), worden geen race punten toegekend als:
- De leider van de sprint minder dan twee rondes heeft gereden zonder safety car of VSC situatie.
- De leider van de sprint minder dan 50% van de geplande sprintafstand heeft afgelegd.

In artikel 6.4 wordt naast de normale puntentoekenning ook de regel over het punt voor de snelste ronde vermeld:
- De coureur en constructeur met de snelste ronde krijgen 1 punt als de coureur binnen de top tien eindigt.
- Er wordt geen punt gegeven voor de coureur en constructeur met de snelste ronde als de leider van de race minder dan 50% van de geplande wedstrijdafstand heeft afgelegd.

## Kalender

Landen die in 2022 een Grand Prix organiseren zijn getoond in het groen, voormalige organiserende landen zijn getoond in het donkergrijs.

Op 18 september 2021 werd de voorlopige kalender door de FIA onthuld. Op 15 oktober werd de kalender definitief goedgekeurd. De Grand Prix van Rusland werd naar aanleiding van de Russische invasie van Oekraïne van de kalender gehaald. Er kwam geen vervangende grand prix en daarmee werden er 22 races verreden in plaats van 23.
| GP nr. | Ronde | Grand Prix                 | Circuit                                      | Plaats                  | Datum        |
| ------ | ----- | -------------------------- | -------------------------------------------- | ----------------------- | ------------ |
| 1058   | 1     | GP van Bahrein             | Bahrain International Circuit                | Sakhir                  | 20 maart     |
| 1059   | 2     | GP van Saoedi-Arabië       | Jeddah Corniche Circuit                      | Jeddah                  | 27 maart     |
| 1060   | 3     | GP van Australië           | Albert Park Circuit                          | Melbourne               | 10 april     |
| 1061   | 4     | GP van Emilia-Romagna      | Autodromo Internazionale Enzo e Dino Ferrari | Imola                   | 24 april     |
| 1062   | 5     | GP van Miami               | Miami International Autodrome                | Miami Gardens (Florida) | 8 mei        |
| 1063   | 6     | GP van Spanje              | Circuit de Barcelona-Catalunya               | Montmeló                | 22 mei       |
| 1064   | 7     | GP van Monaco              | Circuit de Monaco                            | Monte Carlo             | 29 mei       |
| 1065   | 8     | GP van Azerbeidzjan        | Baku City Circuit                            | Bakoe                   | 12 juni      |
| 1066   | 9     | GP van Canada              | Circuit Gilles Villeneuve                    | Montréal (Quebec)       | 19 juni      |
| 1067   | 10    | GP van Groot-Brittannië    | Silverstone Circuit                          | Silverstone             | 3 juli       |
| 1068   | 11    | GP van Oostenrijk          | Red Bull Ring                                | Spielberg               | 10 juli      |
| 1069   | 12    | GP van Frankrijk           | Circuit Paul Ricard                          | Le Castellet            | 24 juli      |
| 1070   | 13    | GP van Hongarije           | Hungaroring                                  | Mogyoród                | 31 juli      |
| 1071   | 14    | GP van België              | Circuit de Spa-Francorchamps                 | Stavelot                | 28 augustus  |
| 1072   | 15    | GP van Nederland           | Circuit Zandvoort                            | Zandvoort               | 4 september  |
| 1073   | 16    | GP van Italië              | Autodromo Nazionale Monza                    | Monza                   | 11 september |
| 1074   | 17    | GP van Singapore           | Marina Bay Street Circuit                    | Singapore               | 2 oktober    |
| 1075   | 18    | GP van Japan               | Suzuka International Racing Course           | Suzuka                  | 9 oktober    |
| 1076   | 19    | GP van de Verenigde Staten | Circuit of the Americas                      | Austin (Texas)          | 23 oktober   |
| 1077   | 20    | GP van Mexico-Stad         | Autódromo Hermanos Rodríguez                 | Mexico-Stad             | 30 oktober   |
| 1078   | 21    | GP van São Paulo           | Autódromo José Carlos Pace                   | São Paulo               | 13 november  |
| 1079   | 22    | GP van Abu Dhabi           | Yas Marina Circuit                           | Yas                     | 20 november  |

### Kalenderwijzigingen in 2022
- De Grand Prix van Saoedi-Arabië werd verplaatst van december naar maart.
- De Grand Prix van Portugal verdween van de kalender.
- De Grand Prix van Australië keerde na een afwezigheid van twee jaar terug op de kalender.
- De Grand Prix van Miami verscheen voor het eerst op de Formule 1-kalender.
- De Grand Prix van Canada keerde na een afwezigheid van twee jaar terug op de kalender.
- De Grand Prix van Frankrijk werd verplaatst naar een plek na de Grand Prix van Groot-Brittannië en de Grand Prix van Oostenrijk.
- De Grand Prix van Stiermarken verdween van de kalender.
- De Grand Prix van Singapore keerde na een afwezigheid van twee jaar terug op de kalender.
- De Grand Prix Turkije verdween van de kalender.
- De Grand Prix van Japan keerde na een afwezigheid van twee jaar terug op de kalender.
- De Grand Prix van Qatar verdween van de kalender vanwege de organisatie van het WK voetbal 2022 om in 2023 terug te keren.

### Afgelast
De Grand Prix van Rusland had een Formule 1-contract voor 2022. Vanwege de Russische invasie van Oekraïne werd het contract echter op 3 maart 2022 opgezegd.
| Ronde | Grand Prix     | Circuit        | Plaats | Originele datum | Reden                                                         |
| ----- | -------------- | -------------- | ------ | --------------- | ------------------------------------------------------------- |
| 17    | GP van Rusland | Sochi Autodrom | Sotsji | 25 september    | Sanctie naar aanleiding van de Russische invasie van Oekraïne |

## Ingeschreven teams en coureurs
De volgende teams en coureurs namen deel aan het FIA Wereldkampioenschap F1 in 2022. Alle teams reden met banden van Pirelli.
| Inschrijving                          | Constructeur          | Chassis | Motor               | Nr. | Coureur          | Ronde | Nr. | Coureur vrije training | Ronde        |
| ------------------------------------- | --------------------- | ------- | ------------------- | --- | ---------------- | ----- | --- | ---------------------- | ------------ |
| Alfa Romeo F1 Team ORLEN              | Alfa Romeo-Ferrari    | C42     | Ferrari 066/7       | 24  | Zhou Guanyu      | Alle  | 88  | Robert Kubica          | 6, 12–13, 22 |
| Alfa Romeo F1 Team ORLEN              | Alfa Romeo-Ferrari    | C42     | Ferrari 066/7       | 77  | Valtteri Bottas  | Alle  | 98  | Théo Pourchaire        | 19           |
| Scuderia AlphaTauri                   | AlphaTauri-RBPT       | AT03    | Red Bull RBPTH001   | 10  | Pierre Gasly     | Alle  | 40  | Liam Lawson            | 14, 20       |
| Scuderia AlphaTauri                   | AlphaTauri-RBPT       | AT03    | Red Bull RBPTH001   | 22  | Yuki Tsunoda     | Alle  | 40  | Liam Lawson            | 14, 20       |
| BWT Alpine F1 Team                    | Alpine-Renault        | A522    | Renault E-Tech RE22 | 14  | Fernando Alonso  | Alle  | 82  | Jack Doohan            | 20, 22       |
| BWT Alpine F1 Team                    | Alpine-Renault        | A522    | Renault E-Tech RE22 | 31  | Esteban Ocon     | Alle  | 82  | Jack Doohan            | 20, 22       |
| Aston Martin Aramco Cognizant F1 Team | Aston Martin-Mercedes | AMR22   | Mercedes-AMG F1 M13 | 5   | Sebastian Vettel | 3–22  | 34  | Nyck de Vries          | 16           |
| Aston Martin Aramco Cognizant F1 Team | Aston Martin-Mercedes | AMR22   | Mercedes-AMG F1 M13 | 18  | Lance Stroll     | Alle  | 34  | Felipe Drugovich       | 22           |
| Aston Martin Aramco Cognizant F1 Team | Aston Martin-Mercedes | AMR22   | Mercedes-AMG F1 M13 | 27  | Nico Hülkenberg  | 1–2   |     |                        |              |
| Scuderia Ferrari                      | Ferrari               | F1-75   | Ferrari 066/7       | 16  | Charles Leclerc  | Alle  | 39  | Robert Shwartzman      | 19           |
| Scuderia Ferrari                      | Ferrari               | F1-75   | Ferrari 066/7       | 55  | Carlos Sainz jr. | Alle  | 39  | Robert Shwartzman      | 22           |
| Haas F1 Team                          | Haas-Ferrari          | VF-22   | Ferrari 066/7       | 20  | Kevin Magnussen  | Alle  | 99  | Antonio Giovinazzi     | 16, 19       |
| Haas F1 Team                          | Haas-Ferrari          | VF-22   | Ferrari 066/7       | 47  | Mick Schumacher  | Alle  | 51  | Pietro Fittipaldi      | 20, 22       |
| McLaren F1 Team                       | McLaren-Mercedes      | MCL36   | Mercedes-AMG F1 M13 | 3   | Daniel Ricciardo | Alle  | 28  | Álex Palou             | 19           |
| McLaren F1 Team                       | McLaren-Mercedes      | MCL36   | Mercedes-AMG F1 M13 | 4   | Lando Norris     | Alle  | 28  | Patricio O'Ward        | 22           |
| Mercedes-AMG Petronas F1 Team         | Mercedes              | W13     | Mercedes-AMG F1 M13 | 44  | Lewis Hamilton   | Alle  | 19  | Nyck de Vries          | 12, 20       |
| Mercedes-AMG Petronas F1 Team         | Mercedes              | W13     | Mercedes-AMG F1 M13 | 63  | George Russell   | Alle  | 19  | Nyck de Vries          | 12, 20       |
| Oracle Red Bull Racing                | Red Bull Racing-RBPT  | RB18    | Red Bull RBPTH001   | 1   | Max Verstappen   | Alle  | 36  | Liam Lawson            | 22           |
| Oracle Red Bull Racing                | Red Bull Racing-RBPT  | RB18    | Red Bull RBPTH001   | 11  | Sergio Pérez     | Alle  | 36  | Jüri Vips              | 6            |
| Williams Racing                       | Williams-Mercedes     | FW44    | Mercedes-AMG F1 M13 | 6   | Nicholas Latifi  | Alle  | 45  | Nyck de Vries          | 6            |
| Williams Racing                       | Williams-Mercedes     | FW44    | Mercedes-AMG F1 M13 | 23  | Alexander Albon  | Alle  | 45  | Logan Sargeant         | 19–22        |
| Williams Racing                       | Williams-Mercedes     | FW44    | Mercedes-AMG F1 M13 | 45  | Nyck de Vries    | 16    |     |                        |              |
| Bron: FIA                             |                       |         |                     |     |                  |       |     |                        |              |

### Veranderingen bij de teams in 2022
- Honda kondigde voor het seizoen al aan dat het de Formule 1 aan het eind van 2021 zou gaan verlaten.[57] Op 15 februari 2021 werd bekend dat Red Bull Racing de Honda-motoren heeft overgenomen later bekend als Red Bull Powertrains.[18]

### Veranderingen bij de coureurs in 2022

#### Van team / functie veranderd
- Valtteri Bottas: Mercedes → Alfa Romeo[16]
- George Russell: Williams → Mercedes[44]

#### Nieuw / teruggekeerd in de Formule 1
- Alexander Albon: Red Bull (test- en reservecoureur) → Williams[50]
- Zhou Guanyu: Formule 2  (UNI-Virtuosi Racing) → Alfa Romeo[14]
- Kevin Magnussen: WeatherTech SportsCar Championship (Chip Ganassi Racing) → Haas[34]

#### Uit de Formule 1
- Kimi Räikkönen: Alfa Romeo → NASCAR (Chrevolet Motorsports)[58]
- Antonio Giovinazzi: Alfa Romeo → Formule E (Dragon Racing)[59]
- Nikita Mazepin: Haas  →  contract ontbonden als gevolg van de Russische invasie van Oekraïne sinds 2022[60]

#### Tijdens het seizoen
- Door een positieve coronatest werd Sebastian Vettel tijdens de Grand Prix van Bahrein en de Grand Prix van Saoedi-Arabië vervangen door Nico Hülkenberg.[29][61]
- Nyck de Vries verving Alexander Albon, die kampte met een blindedarmontsteking, tijdens de Grand Prix van Italië.[54]

## Resultaten en klassement

### Grands Prix
| Ronde | Grand Prix                 | Poleposition     | Snelste ronde    | Winnende coureur | Winnende constructeur | Verslag | WK-leider | Tweede | Voorsprong |
| ----- | -------------------------- | ---------------- | ---------------- | ---------------- | --------------------- | ------- | --------- | ------ | ---------- |
| 1     | GP van Bahrein             | Charles Leclerc  | Charles Leclerc  | Charles Leclerc  | Ferrari               | Verslag | LEC       | SAI    | 8          |
| 2     | GP van Saoedi-Arabië       | Sergio Pérez     | Charles Leclerc  | Max Verstappen   | Red Bull Racing-RBPT  | Verslag | LEC       | SAI    | 12         |
| 3     | GP van Australië           | Charles Leclerc  | Charles Leclerc  | Charles Leclerc  | Ferrari               | Verslag | LEC       | RUS    | 34         |
| 4     | GP van Emilia-Romagna *1   | Max Verstappen   | Max Verstappen   | Max Verstappen   | Red Bull Racing-RBPT  | Verslag | LEC       | VER    | 27         |
| 5     | GP van Miami               | Charles Leclerc  | Max Verstappen   | Max Verstappen   | Red Bull Racing-RBPT  | Verslag | LEC       | VER    | 19         |
| 6     | GP van Spanje              | Charles Leclerc  | Sergio Pérez     | Max Verstappen   | Red Bull Racing-RBPT  | Verslag | VER       | LEC    | 6          |
| 7     | GP van Monaco              | Charles Leclerc  | Lando Norris     | Sergio Pérez     | Red Bull Racing-RBPT  | Verslag | VER       | LEC    | 9          |
| 8     | GP van Azerbeidzjan        | Charles Leclerc  | Sergio Pérez     | Max Verstappen   | Red Bull Racing-RBPT  | Verslag | VER       | PER    | 21         |
| 9     | GP van Canada              | Max Verstappen   | Carlos Sainz jr. | Max Verstappen   | Red Bull Racing-RBPT  | Verslag | VER       | PER    | 46         |
| 10    | GP van Groot-Brittannië    | Carlos Sainz jr. | Lewis Hamilton   | Carlos Sainz jr. | Ferrari               | Verslag | VER       | PER    | 34         |
| 11    | GP van Oostenrijk *1       | Max Verstappen   | Max Verstappen   | Charles Leclerc  | Ferrari               | Verslag | VER       | LEC    | 38         |
| 12    | GP van Frankrijk           | Charles Leclerc  | Carlos Sainz jr. | Max Verstappen   | Red Bull Racing-RBPT  | Verslag | VER       | LEC    | 63         |
| 13    | GP van Hongarije           | George Russell   | Lewis Hamilton   | Max Verstappen   | Red Bull Racing-RBPT  | Verslag | VER       | LEC    | 80         |
| 14    | GP van België              | Carlos Sainz jr. | Max Verstappen   | Max Verstappen   | Red Bull Racing-RBPT  | Verslag | VER       | PER    | 93         |
| 15    | GP van Nederland           | Max Verstappen   | Max Verstappen   | Max Verstappen   | Red Bull Racing-RBPT  | Verslag | VER       | LEC    | 109        |
| 16    | GP van Italië              | Charles Leclerc  | Sergio Pérez     | Max Verstappen   | Red Bull Racing-RBPT  | Verslag | VER       | LEC    | 116        |
| 17    | GP van Singapore           | Charles Leclerc  | George Russell   | Sergio Pérez     | Red Bull Racing-RBPT  | Verslag | VER       | LEC    | 104        |
| 18    | GP van Japan               | Max Verstappen   | Zhou Guanyu      | Max Verstappen   | Red Bull Racing-RBPT  | Verslag | VER       | PER    | 113        |
| 19    | GP van de Verenigde Staten | Carlos Sainz jr. | George Russell   | Max Verstappen   | Red Bull Racing-RBPT  | Verslag | VER       | LEC    | 124        |
| 20    | GP van Mexico-Stad         | Max Verstappen   | George Russell   | Max Verstappen   | Red Bull Racing-RBPT  | Verslag | VER       | PER    | 136        |
| 21    | GP van São Paulo *2        | Kevin Magnussen  | George Russell   | George Russell   | Mercedes              | Verslag | VER       | LEC    | 139        |
| 22    | GP van Abu Dhabi           | Max Verstappen   | Lando Norris     | Max Verstappen   | Red Bull Racing-RBPT  | Verslag | VER       | LEC    | 146        |

*1 Max Verstappen won de Sprint van de Grand Prix van Emilia-Romagna en de Grand Prix van Oostenrijk.

*2 George Russell won de Sprint van de Grand Prix van São Paulo.

### Puntentelling
Punten worden toegekend aan de top tien geklasseerde coureurs, en 1 punt voor de coureur die de snelste ronde heeft gereden in de grand prix (mits geëindigd in de top tien en indien er minimaal 50% wedstrijdafstand is afgelegd door de leider van de race).
Tevens worden punten toegekend aan de top acht geklasseerde coureurs van de sprint.
| Positie    | 01e0 | 02e0 | 03e0 | 04e0 | 05e0 | 06e0 | 07e0 | 08e0 | 09e0 | 010e0 | 0S0 |
| Grand Prix | 25   | 18   | 15   | 12   | 10   | 8    | 6    | 4    | 2    | 1     | 1   |
| Sprint     | 8    | 7    | 6    | 5    | 4    | 3    | 2    | 1    |      |       |     |

### Klassement bij de coureurs
| Pos. | Nr. | Coureur          | Grands Prix | Grands Prix | Grands Prix | Grands Prix | Grands Prix | Grands Prix | Grands Prix | Grands Prix | Grands Prix | Grands Prix | Grands Prix | Grands Prix | Grands Prix | Grands Prix | Grands Prix | Grands Prix | Grands Prix | Grands Prix | Grands Prix | Grands Prix | Grands Prix | Grands Prix | Punten |
| Pos. | Nr. | Coureur          | BHR         | SAR         | AUS         | EMI         | MIA         | SPA         | MON         | AZE         | CAN         | GBR         | OOS         | FRA         | HON         | BEL         | NED         | ITA         | SIN         | JPN         | VST         | MXS         | SAP         | ABU         | Punten |
| ---- | --- | ---------------- | ----------- | ----------- | ----------- | ----------- | ----------- | ----------- | ----------- | ----------- | ----------- | ----------- | ----------- | ----------- | ----------- | ----------- | ----------- | ----------- | ----------- | ----------- | ----------- | ----------- | ----------- | ----------- | ------ |
| 1    | 1   | Max Verstappen   | 19†         | 1           | DNF         | 1PS         | 1S          | 1           | 3           | 1           | 1P          | 7           | 12PS        | 1           | 1           | 1S          | 1PS         | 1           | 7           | 1P          | 1           | 1P          | 46          | 1P          | 454    |
| 2    | 16  | Charles Leclerc  | 1PS         | 2S          | 1PS         | 26          | 2P          | DNFP        | 4P          | DNFP        | 5           | 4           | 21          | DNFP        | 6           | 6           | 3           | 2P          | 2P          | 3           | 3           | 6           | 64          | 2           | 308    |
| 3    | 11  | Sergio Pérez     | 18†         | 4P          | 2           | 32          | 4           | 2S          | 1           | 2S          | DNF         | 2           | 5DNF        | 4           | 5           | 2           | 5           | 6S          | 1           | 2           | 4           | 3           | 57          | 3           | 305    |
| 4    | 63  | George Russell   | 4           | 5           | 3           | 4           | 5           | 3           | 5           | 3           | 4           | DNF         | 4           | 3           | 3P          | 4           | 2           | 3           | 14S         | 8           | 5S          | 4S          | 1S          | 5           | 275    |
| 5    | 55  | Carlos Sainz jr. | 2           | 3           | DNF         | 4DNF        | 3           | 4           | 2           | DNF         | 2S          | 1P          | 3DNF        | 5S          | 4           | 3P          | 8           | 4           | 3           | DNF         | DNFP        | 5           | 23          | 4           | 246    |
| 6    | 44  | Lewis Hamilton   | 3           | 10          | 4           | 13          | 6           | 5           | 8           | 4           | 3           | 3S          | 83          | 2           | 2S          | DNF         | 4           | 5           | 9           | 5           | 2           | 2           | 32          | 18†         | 240    |
| 7    | 4   | Lando Norris     | 15          | 7           | 5           | 53          | DNF         | 8           | 6S          | 9           | 15          | 6           | 7           | 7           | 7           | 12          | 7           | 7           | 4           | 10          | 6           | 9           | 7DNF        | 6S          | 122    |
| 8    | 31  | Esteban Ocon     | 7           | 6           | 7           | 14          | 8           | 7           | 12          | 10          | 6           | DNF         | 65          | 8           | 9           | 7           | 9           | 11          | DNF         | 4           | 11          | 8           | 8           | 7           | 92     |
| 9    | 14  | Fernando Alonso  | 9           | DNF         | 17          | DNF         | 11          | 9           | 7           | 7           | 9           | 5           | 10          | 6           | 8           | 5           | 6           | DNF         | DNF         | 7           | 7           | 19†         | 5           | DNF         | 81     |
| 10   | 77  | Valtteri Bottas  | 6           | DNF         | 8           | 75          | 7           | 6           | 9           | 11          | 7           | DNF         | 11          | 14          | 20†         | DNF         | DNF         | 13          | 11          | 15          | DNF         | 10          | 9           | 15          | 49     |
| 11   | 5   | Sebastian Vettel |             |             | DNF         | 8           | 17†         | 11          | 10          | 6           | 12          | 9           | 17          | 11          | 10          | 8           | 14          | DNF         | 8           | 6           | 8           | 14          | 11          | 10          | 37     |
| 12   | 3   | Daniel Ricciardo | 14          | DNF         | 6           | 618         | 13          | 12          | 13          | 8           | 11          | 13          | 9           | 9           | 15          | 15          | 17          | DNF         | 5           | 11          | 16          | 7           | DNF         | 9           | 37     |
| 13   | 20  | Kevin Magnussen  | 5           | 9           | 14          | 89          | 16†         | 17          | DNF         | DNF         | 17          | 10          | 78          | DNF         | 16          | 16          | 15          | 16          | 12          | 14          | 9           | 17          | 8DNFP       | 17          | 25     |
| 14   | 10  | Pierre Gasly     | DNF         | 8           | 9           | 12          | DNF         | 13          | 11          | 5           | 14          | DNF         | 15          | 12          | 12          | 9           | 11          | 8           | 10          | 18          | 14          | 11          | 14          | 14          | 23     |
| 15   | 18  | Lance Stroll     | 12          | 13          | 12          | 10          | 10          | 15          | 14          | 16†         | 10          | 11          | 13          | 10          | 11          | 11          | 10          | DNF         | 6           | 12          | DNF         | 15          | 10          | 8           | 18     |
| 16   | 47  | Mick Schumacher  | 11          | WD          | 13          | 17          | 15          | 14          | DNF         | 14          | DNF         | 8           | 6           | 15          | 14          | 17          | 13          | 12          | 13          | 17          | 15          | 14          | 13          | 16          | 12     |
| 17   | 22  | Yuki Tsunoda     | 8           | DNS         | 15          | 7           | 12          | 10          | 17          | 13          | DNF         | 14          | 16          | DNF         | 19          | 13          | DNF         | 14          | DNF         | 13          | 10          | DNF         | 17          | 11          | 12     |
| 18   | 24  | Zhou Guanyu      | 10          | 11          | 11          | 15          | DNF         | DNF         | 16          | DNF         | 8           | DNF         | 14          | 16†         | 13          | 14          | 16          | 10          | DNF         | 16S         | 13          | 13          | 12          | 12          | 6      |
| 19   | 23  | Alexander Albon  | 13          | 14†         | 10          | 11          | 9           | 18          | DNF         | 12          | 13          | DNF         | 12          | 13          | 17          | 10          | 12          | WD          | DNF         | DNF         | 12          | 12          | 15          | 13          | 4      |
| 20   | 6   | Nicholas Latifi  | 16          | DNF         | 16          | 16          | 14          | 16          | 15          | 15          | 16          | 12          | DNF         | DNF         | 18          | 18          | 18          | 15          | DNF         | 9           | 17          | 18          | 16          | 19†         | 2      |
| 21   | 45  | Nyck de Vries    |             |             |             |             |             |             |             |             |             |             |             |             |             |             |             | 9           |             |             |             |             |             |             | 2      |
| 22   | 27  | Nico Hülkenberg  | 17          | 12          |             |             |             |             |             |             |             |             |             |             |             |             |             |             |             |             |             |             |             |             | 0      |
| Pos. | Nr. | Coureur          | BHR         | SAR         | AUS         | EMI         | MIA         | SPA         | MON         | AZE         | CAN         | GBR         | OOS         | FRA         | HON         | BEL         | NED         | ITA         | SIN         | JPN         | VST         | MXS         | SAP         | ABU         | Punten |
| Pos. | Nr. | Coureur          | Grands Prix |             |             |             |             |             |             |             |             |             |             |             |             |             |             |             |             |             |             |             |             |             | Punten |

| Kleur   | Resultaat                       |
| ------- | ------------------------------- |
| Goud    | Winnaar                         |
| Zilver  | Tweede plaats                   |
| Brons   | Derde plaats                    |
| Groen   | Gefinisht (punten behaald)      |
| Blauw   | Gefinisht (geen punten behaald) |
| Blauw   | Niet geklasseerd (NC)           |
| Paars   | Uitgevallen (DNF)               |
| Rood    | Niet gekwalificeerd (DNQ)       |
| Zwart   | Gediskwalificeerd (DSQ)         |
| Wit     | Niet gestart (DNS)              |
| Blanco  | Gewond (INJ)                    |
| Blanco  | Uitgesloten (EX)                |
| Blanco  | Teruggetrokken (WD)             |
| Blanco  | Niet deelgenomen                |
| 1, 2, 3 | Sprint positie (punten behaald) |
| P       | Poleposition                    |
| S       | Snelste ronde                   |

Opmerkingen:

† — Coureur is niet gefinisht in de GP, maar heeft wel 90% van de race-afstand afgelegd, waardoor hij als geklasseerd genoteerd staat.

1 — Winnaar van de sprint.

2 — Tweede in de sprint.

enzovoort

8 — Achtste in de sprint.

### Klassement bij de constructeurs
| Pos. | Constructeur          | Nr. | Grands Prix | Grands Prix | Grands Prix | Grands Prix | Grands Prix | Grands Prix | Grands Prix | Grands Prix | Grands Prix | Grands Prix | Grands Prix | Grands Prix | Grands Prix | Grands Prix | Grands Prix | Grands Prix | Grands Prix | Grands Prix | Grands Prix | Grands Prix | Grands Prix | Grands Prix | Punten |
| Pos. | Constructeur          | Nr. | BHR         | SAR         | AUS         | EMI         | MIA         | SPA         | MON         | AZE         | CAN         | GBR         | OOS         | FRA         | HON         | BEL         | NED         | ITA         | SIN         | JPN         | VST         | MXS         | SAP         | ABU         | Punten |
| ---- | --------------------- | --- | ----------- | ----------- | ----------- | ----------- | ----------- | ----------- | ----------- | ----------- | ----------- | ----------- | ----------- | ----------- | ----------- | ----------- | ----------- | ----------- | ----------- | ----------- | ----------- | ----------- | ----------- | ----------- | ------ |
| 1    | Red Bull Racing-RBPT  | 1   | 19†         | 1           | DNF         | 1PS         | 1S          | 1           | 3           | 1           | 1P          | 7           | 12PS        | 1           | 1           | 1S          | 1PS         | 1           | 7           | 1P          | 1           | 1P          | 46          | 1P          | 759    |
| 1    | Red Bull Racing-RBPT  | 11  | 18†         | 4P          | 2           | 32          | 4           | 2S          | 1           | 2S          | DNF         | 2           | 5DNF        | 4           | 5           | 2           | 5           | 6S          | 1           | 2           | 4           | 3           | 57          | 3           | 759    |
| 2    | Ferrari               | 16  | 1PS         | 2S          | 1PS         | 26          | 2P          | DNFP        | 4P          | DNFP        | 5           | 4           | 21          | DNFP        | 6           | 6           | 3           | 2P          | 2P          | 3           | 3           | 6           | 64          | 2           | 554    |
| 2    | Ferrari               | 55  | 2           | 3           | DNF         | 4DNF        | 3           | 4           | 2           | DNF         | 2S          | 1P          | 3DNF        | 5S          | 4           | 3P          | 8           | 4           | 3           | DNF         | DNFP        | 5           | 23          | 4           | 554    |
| 3    | Mercedes              | 44  | 3           | 10          | 4           | 13          | 6           | 5           | 8           | 4           | 3           | 3S          | 83          | 2           | 2S          | DNF         | 4           | 5           | 9           | 5           | 2           | 2           | 32          | 18†         | 515    |
| 3    | Mercedes              | 63  | 4           | 5           | 3           | 4           | 5           | 3           | 5           | 3           | 4           | DNF         | 4           | 3           | 3P          | 4           | 2           | 3           | 14S         | 8           | 5S          | 4S          | 1S          | 5           | 515    |
| 4    | Alpine-Renault        | 14  | 9           | DNF         | 17          | DNF         | 11          | 9           | 7           | 7           | 9           | 5           | 10          | 6           | 8           | 5           | 6           | DNF         | DNF         | 7           | 7           | 19†         | 5           | DNF         | 173    |
| 4    | Alpine-Renault        | 31  | 7           | 6           | 7           | 14          | 8           | 7           | 12          | 10          | 6           | DNF         | 65          | 8           | 9           | 7           | 9           | 11          | DNF         | 4           | 11          | 8           | 8           | 7           | 173    |
| 5    | McLaren-Mercedes      | 3   | 14          | DNF         | 6           | 618         | 13          | 12          | 13          | 8           | 11          | 13          | 9           | 9           | 13          | 15          | 17          | DNF         | 5           | 11          | 16          | 7           | DNF         | 9           | 159    |
| 5    | McLaren-Mercedes      | 4   | 15          | 7           | 5           | 53          | DNF         | 8           | 6S          | 9           | 15          | 6           | 7           | 7           | 7           | 12          | 7           | 7           | 4           | 10          | 6           | 9           | 7DNF        | 6S          | 159    |
| 6    | Alfa Romeo-Ferrari    | 24  | 10          | 11          | 11          | 15          | DNF         | DNF         | 16          | DNF         | 8           | DNF         | 14          | 16†         | 13          | 14          | 16          | 10          | DNF         | 16S         | 13          | 13          | 12          | 12          | 55     |
| 6    | Alfa Romeo-Ferrari    | 77  | 6           | DNF         | 8           | 75          | 7           | 6           | 9           | 11          | 7           | DNF         | 11          | 14          | 20†         | DNF         | DNF         | 13          | 11          | 15          | DNF         | 10          | 9           | 15          | 55     |
| 7    | Aston Martin-Mercedes | 5   |             |             | DNF         | 8           | 17†         | 11          | 10          | 6           | 12          | 9           | 17          | 11          | 10          | 8           | 14          | DNF         | 8           | 6           | 8           | 14          | 11          | 10          | 55     |
| 7    | Aston Martin-Mercedes | 18  | 12          | 13          | 12          | 10          | 10          | 15          | 14          | 16†         | 10          | 11          | 13          | 10          | 11          | 11          | 10          | DNF         | 6           | 12          | DNF         | 15          | 10          | 8           | 55     |
| 7    | Aston Martin-Mercedes | 27  | 17          | 12          |             |             |             |             |             |             |             |             |             |             |             |             |             |             |             |             |             |             |             |             | 55     |
| 8    | Haas-Ferrari          | 20  | 5           | 9           | 14          | 89          | 16†         | 17          | DNF         | DNF         | 17          | 10          | 78          | DNF         | 16          | 16          | 15          | 16          | 12          | 14          | 9           | 17          | 8DNFP       | 17          | 37     |
| 8    | Haas-Ferrari          | 47  | 11          | WD          | 13          | 17          | 15          | 14          | DNF         | 14          | DNF         | 8           | 6           | 15          | 14          | 17          | 13          | 12          | 13          | 17          | 15          | 16          | 13          | 16          | 37     |
| 9    | AlphaTauri-RBPT       | 10  | DNF         | 8           | 9           | 12          | DNF         | 13          | 11          | 5           | 14          | DNF         | 15          | 12          | 12          | 9           | 11          | 8           | 10          | 18          | 14          | 11          | 14          | 14          | 35     |
| 9    | AlphaTauri-RBPT       | 22  | 8           | DNS         | 15          | 7           | 12          | 10          | 17          | 13          | DNF         | 14          | 16          | DNF         | 19          | 13          | DNF         | 14          | DNF         | 13          | 10          | DNF         | 17          | 11          | 35     |
| 10   | Williams-Mercedes     | 6   | 16          | DNF         | 16          | 16          | 14          | 16          | 15          | 15          | 16          | 12          | DNF         | DNF         | 18          | 18          | 18          | 15          | DNF         | 9           | 17          | 18          | 16          | 19†         | 8      |
| 10   | Williams-Mercedes     | 23  | 13          | 14†         | 10          | 11          | 9           | 18          | DNF         | 12          | 13          | DNF         | 12          | 13          | 17          | 10          | 12          | WD          | DNF         | DNF         | 12          | 13          | 15          | 13          | 8      |
| 10   | Williams-Mercedes     | 45  |             |             |             |             |             |             |             |             |             |             |             |             |             |             |             | 9           |             |             |             |             |             |             | 8      |
| Pos. | Constructeur          | Nr. | BHR         | SAR         | AUS         | EMI         | MIA         | SPA         | MON         | AZE         | CAN         | GBR         | OOS         | FRA         | HON         | BEL         | NED         | ITA         | SIN         | JPN         | VST         | MXS         | SAP         | ABU         | Punten |
| Pos. | Constructeur          | Nr. | Grands Prix |             |             |             |             |             |             |             |             |             |             |             |             |             |             |             |             |             |             |             |             |             | Punten |

| Kleur   | Resultaat                       |
| ------- | ------------------------------- |
| Goud    | Winnaar                         |
| Zilver  | Tweede plaats                   |
| Brons   | Derde plaats                    |
| Groen   | Gefinisht (punten behaald)      |
| Blauw   | Gefinisht (geen punten behaald) |
| Blauw   | Niet geklasseerd (NC)           |
| Paars   | Uitgevallen (DNF)               |
| Rood    | Niet gekwalificeerd (DNQ)       |
| Zwart   | Gediskwalificeerd (DSQ)         |
| Wit     | Niet gestart (DNS)              |
| Blanco  | Gewond (INJ)                    |
| Blanco  | Uitgesloten (EX)                |
| Blanco  | Teruggetrokken (WD)             |
| Blanco  | Niet deelgenomen                |
| 1, 2, 3 | Sprint positie (punten behaald) |
| P       | Poleposition                    |
| S       | Snelste ronde                   |

Opmerkingen:

† — Coureur is niet gefinisht in de GP, maar heeft wel 90% van de race-afstand afgelegd, waardoor hij als geklasseerd genoteerd staat.

1 — Winnaar van de sprint.

2 — Tweede in de sprint.

enzovoort

8 — Achtste in de sprint.
1950 · 1951 · 1952 · 1953 · 1954 · 1955 · 1956 · 1957 · 1958 · 1959 · 1960 · 1961 · 1962 · 1963 · 1964 · 1965 · 1966 · 1967 · 1968 · 1969 · 1970 · 1971 · 1972 · 1973 · 1974 · 1975 · 1976 · 1977 · 1978 · 1979 · 1980 · 1981 · 1982 · 1983 · 1984 · 1985 · 1986 · 1987 · 1988 · 1989 · 1990 · 1991 · 1992 · 1993 · 1994 · 1995 · 1996 · 1997 · 1998 · 1999 · 2000 · 2001 · 2002 · 2003 · 2004 · 2005 · 2006 · 2007 · 2008 · 2009 · 2010 · 2011 · 2012 · 2013 · 2014 · 2015 · 2016 · 2017 · 2018 · 2019 · 2020 · 2021 · 2022 · 2023 · 2024 · 2025 · 2026 
 Lijst van Formule 1 Grand Prix-wedstrijden